# Jonathan Lethem
Jonathan Allen Lethem (n. 19 februarie 1964, New York City, New York, SUA) este un romancier american, eseist și scriitor de proză scurtă.  
Primul său roman, Gun, with Occasional Music, care combină genul științifico-fantastic cu literatură cu detectivi, a fost publicat în 1994. A fost urmat de alte trei romane science fiction.
În 1999, Lethem a publicat Motherless Brooklyn, care a câștigat National Book Critics Circle Award pentru cel mai bun roman. În 2003, a publicat The Fortress of Solitude, care a devenit bestseller New York Times. În 2005, a primit premiul MacArthur Fellowship.

## Lucrări scrise

### Romane
- Gun, with Occasional Music (1994)
- Amnesia Moon (1995).    Într-o călătorie pe șosea, două personaje au ieșit dintr-un oraș postapocaliptic din Wyoming și trec printr-o succesiune de realități alternative, printre care și una învăluită în ceață opacă verde, un alt sistem politic bazat pe noroc și se sugerează că aceste realități divergente alternative împiedica o invazie extraterestră a Pământului. Omagiu lui Philip K. Dick.[18] Vedeți și Realitatea simulată în ficțiune.
- As She Climbed Across the Table (1997)
- Girl in Landscape (1998)
- Motherless Brooklyn (1999)
- The Fortress of Solitude (2003)
- You Don't Love Me Yet (2007)
- Chronic City (2009). Despre jocurile de realitate virtuală și despre obiectele virtuale, dar apoi evenimentele din "lumea reală" îl determină pe cititor să concluzioneze că "lumea reală" este o realitate simulată deoarece conține erori și anomalii.
- Dissident Gardens (2013)
- A Gambler's Anatomy (2016)
- The Feral Detective (2018) [16]

### Ficțiune scurtă

#### Nuvele
- This Shape We're In (2000)

#### Colecții de povestiri
- The Wall of the Sky, the Wall of the Eye (1996)
- Kafka Americana (1999) (cu Carter Scholz)
- Men and Cartoons (2004)
- How We Got Insipid (2006)
- Lucky Alan and Other Stories (2015)[19]

#### Listă parțială de povestiri
| Titlu                  | An   | Prima apariție                                                                   | Retipărire/colecție | Note |
| ---------------------- | ---- | -------------------------------------------------------------------------------- | ------------------- | ---- |
| Ava's apartment        | 2009 | Lethem, Jonathan (25 mai 2009). „Ava's apartment”. The New Yorker.               |                     |      |
| Procedure in plain air | 2009 | Lethem, Jonathan (26 octombrie 2009). „Procedure in plain air”. The New Yorker.  |                     |      |
| The gray goose         | 2013 | Lethem, Jonathan (6 mai 2013). „The gray goose”. The New Yorker. 89 (12): 62–71. |                     |      |

### Benzi desenate
- Omega the Unknown (2007)

### Ecranizări
- Light and the Sufferer (2009) – scenariu de Christopher Peditto după o povestire a lui Lethem[20]
- The Epiphany (2011) – film de scurtmetraj  de SJ Chiro după o povestire a lui Lethem[21][22]

## Vezi și
- Listă de autori de literatură științifico-fantastică
- Listă de oameni din statul New York